# Mala vodena zmija
Mala vodena zmija (lat. Hydrus) je manje zviježđe južne polutke, koje prvi opisao Johann Bayer u svom djelu Uranometrija. Mala vodena zmija graniči sa Stolom na jugoistoku, Eridanom na istoku, Satom, Zlatnom ribom i Mrežom na sjeveroistoku, Feniksom na sjeveru, Tukanom na sjeverozapadu i zapadu te Oktantom na jugu. Pokrivajući 243 kvadratna stupnja i 0,589% noćnog neba, nalazi se na 61. mjestu po veličini od 88 zviježđa. Mala vodena zmija kulminira u ponoć oko 26. listopada.
Najsjajnija zvijezda je Beta Male vodene zmije (β Hyi, β Hydri), prividne magnitude 2,80. Smještena na sjevernom rubu zviježđa i jugozapadno od Ahernara nalazi se Alfa Male vodene zmije (poznata i kao Glava Male vodene zmije), prividne magnitude 2,86 i smještena 72 svjetlosne godine od Zemlje. Pulsirajući između magnitude 3,26 i 3,33, Gama Male vodene zmije (γ Hyi, γ Hydri) je promjenjivi crveni div, 60 puta veći od promjera našeg Sunca.
Mala vodena zmija sadrži samo tamne objekte dubokog svemira. Najpoznatiji objekti koji (djelomično) se nalaze u ovom zviježđu su Veliki i Mali Magellanov oblak, kojeg dijeli sa Zlatnom ribom, odnosno Tukanom. Ostali poznatiji objekti su NGC 602, galaktika Bijela ruža i NGC 1466.